# Isola di Rachgoun
L'Isola di Rachgounc è un'isola algerina nel mar Mediterraneo, riconosciuta come Zone Umide di Importanza Internazionale, protetta dalla convenzione di Ramsar.

## Descrizione
L'isola si trova ad appena 4 chilometri al largo della costa algerina, dove sorge l'omonima città di Rachgounc, e dove si trova anche la foce del fiume Tafna.
L'isola, disabitata, è un'importante area di sosta per diverse specie di uccelli, durante le loro migrazioni tra Europa ed Africa. Qui trovano rifugio anche specie in pericolo d'estinizione, come il Chiurlo maggiore e il capodoglio.